# Müllheizkraftwerk Kassel
Das Lossewerk wurde 1911 als Braunkohlekraftwerk für die Stromerzeugung in Kassel (Stadtteil Bettenhausen) in Betrieb genommen. Die Energiequelle war Braunkohle aus dem Nordhessischen Revier, wo heute keine Kohle mehr gefördert wird.
Im Jahr 1966 wurde das Kraftwerk zu einer Müllverbrennungsanlage umgerüstet und nahm 1968 seinen Betrieb auf. Betreiber des Müllheizkraftwerks (MHKW) ist die Müllheizkraftwerk Kassel GmbH (MHKW), ein Tochterunternehmen der Kasseler Verkehrs- und Versorgungs-GmbH. Das Kraftwerk dient zur Erzeugung von Strom und Fernwärme.

## Geschichte

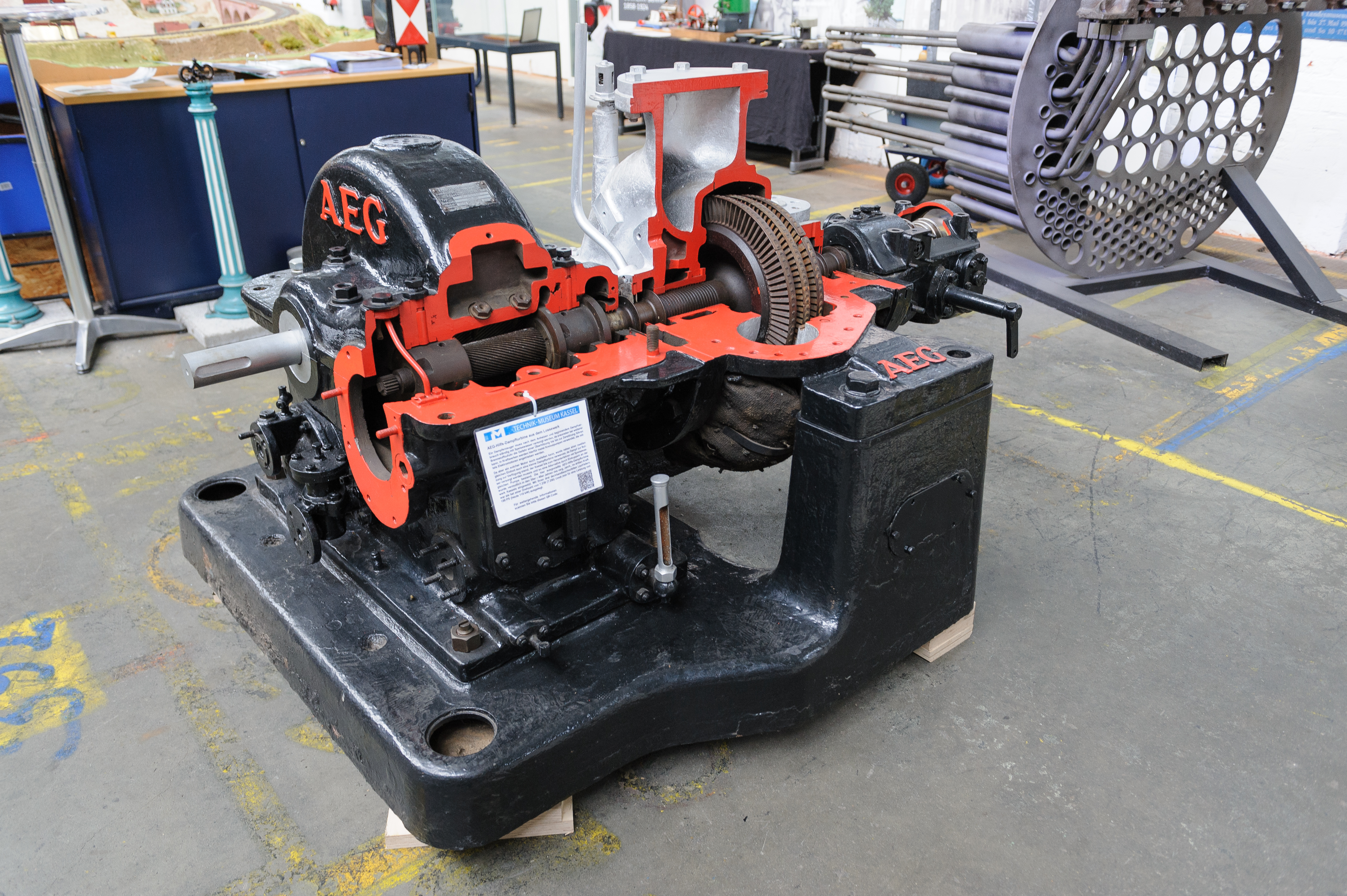
AEG-Hilfs-Dampfturbine aus dem Lossewerk im Technik-Museum Kassel. Die ausgestellte Turbine wurde laut den Kuratoren vermutlich in den 1930er- bis 1940er-Jahren dort eingesetzt

1911 wurde auf den Lossewiesen eine Stromerzeugungsanlage zur Stromversorgung der Stadt Kassel errichtet. Das „Lossekraftwerk“ nahm zunächst mit zwei Maschinen von je 2.000 kW seine Arbeit auf. Zur Befeuerung wurde bis 1966 Braunkohle eingesetzt. Von 1914 bis 1938 wurde das Kraftwerk sukzessive erweitert, um den gestiegenen Strombedarf zu decken. Im Jahr 1954 lag die Kapazität des Kraftwerks bei 32.000 kW.
Am 1. Oktober 1995 wurde die Müllverbrennungsanlage mit dem Heizkraftwerk Losse zusammengeschlossen und in Form einer Müllverbrennungsanlage betrieben.
Eine grundlegende Erneuerung mit einhergehender Optimierung erfolgte im Zeitraum von 2006 bis 2008. Bestandteile waren dabei die Erneuerung der Rauchgasreinigungsanlage und eine Umstellung vom Sprühadsorptionsverfahren mit Kalkmilch auf ein Trockenadsorptionsverfahren mit Natriumbicarbonat. Der Einbau eines Wärmeverschiebungssystemes führte im Synergieeffekt zur Optimierung von Prozessabläufen. Anfang 2012 wurde eine neue Dampfturbine in Betrieb genommen, die im Kondensationsbetrieb ca. 17,7 MW Elektroenergie und bis zu ca. 40 MW Fernwärme bereitstellt.

## Technische Daten

### Anlagedaten
- Inbetriebnahme: 1968[3]
- Anzahl der Verbrennungslinien: 2
- Optimierung und Erneuerung erste Linie: 1997
- Optimierung und Erneuerung zweite Linie: 1998
- Erneuerung der Rauchgasreinigung erste Linie: 2007
- Erneuerung der Rauchgasreinigung zweite Linie: 2008
- Verbrennungskapazität: 150.000 Mg/a
- bei einem Heizwert von: 11.077 kJ/kg
- Anzahl der Dampfturbinen: 2

### Spermüllzerkleinerung
- SID-Rotorschere
- Bühler Trimalin – Schneckenmühle

### Müllkessel
- Anzahl: 2
- Hersteller: EVT
- Bauart: 4-Zug Naturumlauf Kessel
- Feuerung: Gleichstrom
- Feuerraumgestaltung: Vorschubrost
- Norm Dampfleistung: 36,3 t/h bei 42 bar / 420 °C
- Stützfeuer: Kombibrenner Gas / Heizöl EL
- Abluft: 2 × 68.000 m³/h

### Rauchgasreinigungssystem pro Linie
- Wärmeverschiebungssystem
- BICAR – Eindüsung
- Gewebefilter
- Herdofenkoksfilter
- DeNOx-CO-Katalysator

### Dampfturbinen

#### Maschine 8
- Bauart: Entnahmekondensationsturbine
- Hersteller: MAN
- Baujahr: 2011
- Leistung: 17,7 MWel / 40 MWth

#### Maschine 7
- Bauart: Entnahmekondensationsturbine
- Hersteller: BBC
- Baujahr: 1985
- Leistung 10,5 MWel / 40 MWth

#### Maschine 6
- Bauart: Kondensationsturbine
- Hersteller: AEG
- Baujahr: 1938
- Leistung: 15 MWel